# ホワイトビューティー
ホワイトビューティー（英語: White Beauty、1963年5月7日 - 没年不明）は、アメリカ合衆国で生産された競走馬・繁殖牝馬。アメリカ合衆国のジョッキークラブに初めて白毛で登録されたサラブレッドである。

## 生涯
ケンタッキー州レキシントンのパッチェンウィルクスファーム (Patchen Wilkes Farm) にて、ハーマン・K・グッドパスター (Herman K. Goodpaster) によって生産された。父親のケンタッキーカーネル (Ky. Colonel) は栗毛、母親のフィリーオマイン (Filly o' Mine) は黒鹿毛であったにもかかわらず、産駒は全身が白い被毛で覆われていた。当時ジョッキークラブは登録されるサラブレッドの毛色として白毛という分類を受け付けていなかったが、数ヶ月の議論と前例のないカリフォルニア大学でのDNA検査までもが行われた末に新しく白毛が追加され、ホワイトビューティーと名付けられた牝馬は白毛のサラブレッドとして登録された。
競走馬としての成績は16戦して2勝、獲得賞金は5,561ドルであった。
現役引退後はパッチェンウィルクスファームで繁殖牝馬となった。産駒のうち白毛で登録されたのは1975年産の牝馬ビューティーンモーション (Beauty 'n Motion) のみだが、粕毛として登録されている1970年産の牡馬ビジーフェロー (Busy Fellow) と1972年産の牝馬ワールドオビューティー (World O'Beauty) も、両親とも粕毛ではないため実際は斑のある白毛であった可能性があり、実際ワールドオビューティーは白毛の産駒を産んでいる。
|       | 馬名             | 生年月日      | 毛色               | 父           | 性 | 調教師            | 馬主                 | 生産者               | 戦績（獲得賞金）       | 出典          |
| ----- | ---------------- | ------------- | ------------------ | ------------ | -- | ----------------- | -------------------- | -------------------- | ---------------------- | ------------- |
| 初仔  | Busy Fellow      | 1970年3月7日  | 粕毛               | Sir Ribot    | 牡 |                   |                      | Herman K. Goodpaster | 1戦0勝                 | [ 8 ]         |
| 2番仔 | Dark Beauty      | 1971年2月21日 | 黒鹿毛ないし青鹿毛 | Tudor Grey   | 牝 |                   |                      | Herman K. Goodpaster | 10戦、勝ち鞍あり       | [ 9 ]         |
| 3番仔 | World O'Beauty   | 1972年4月20日 | 粕毛               | Reverse      | 牝 | Michael D. Tinker | Herman K. Goodpaster | Herman K. Goodpaster | 7戦2勝（12,725ドル）   | [ 10 ] [ 11 ] |
| 4番仔 | Mr. Herman       | 1973年5月1日  | 栗毛               | High Tribute | 騸 | James A. Gilday   | Wilcox W Jr          | Herman K. Goodpaster | 36戦6勝（22,118ドル）  | [ 12 ] [ 13 ] |
| 5番仔 | Beauty 'n Motion | 1975年2月7日  | 白毛               | Spotted Line | 牝 |                   |                      | Herman K. Goodpaster | 不出走                 | [ 14 ]        |
| 6番仔 | Vennie Redberry  | 1976年3月17日 | 芦毛               | Tudor Grey   | 牡 | Henry M. Maziarz  | Broady & Maziarz     | Herman K. Goodpaster | 69戦7勝（115,277ドル） | [ 15 ] [ 16 ] |

## W2白毛遺伝子
ホワイトビューティーの白毛はメラニン細胞の定着・分化に関わるKIT遺伝子の突然変異によるもので、この突然変異はW2と名付けられている。具体的には第13エクソンにミスセンス突然変異 (c.1960G>A, p.G654R) が見つかっている。
父親のケンタッキーカーネルは栗毛として登録されているが脚や腹部に大きな白徴を持っていたといい、さらにフィリーオマインとは別の繁殖牝馬との間にもウォーカラーズ (War Colors) という全身がほぼ白い産駒が生まれている（ただしウォーカラーズは若干の斑があったため白毛ではなく粕毛として登録された）。このためW2の祖はケンタッキーカーネルであろうと推測されている。
ホワイトビューティーの孫世代で白毛の繁殖馬となったのはワールドオビューティー産駒のプレシャスビューティー (Precious Beauty) のみで、その産駒で白毛だったのもパッチェンビューティー (Patchen Beauty) だけであった。しかしパッチェンビューティーは23戦して2勝したのちに繁殖牝馬となると5頭の白毛馬を産み、以後W2を持つサラブレッドは徐々に数を増やしつつある。パッチェンビューティー産駒のうちザホワイトフォックス (The White Fox) は8戦1勝、種牡馬となってチーフホワイトフォックス (Chief White Fox) を始めとする数頭の白毛の産駒を輩出した。不出走のまま繁殖牝馬となったスポットオブビューティー (Spot of Beauty) は6頭の白毛の産駒を産み、そのうちホワイトドラゴンとサトノジャスミンが日本へ輸出されている。

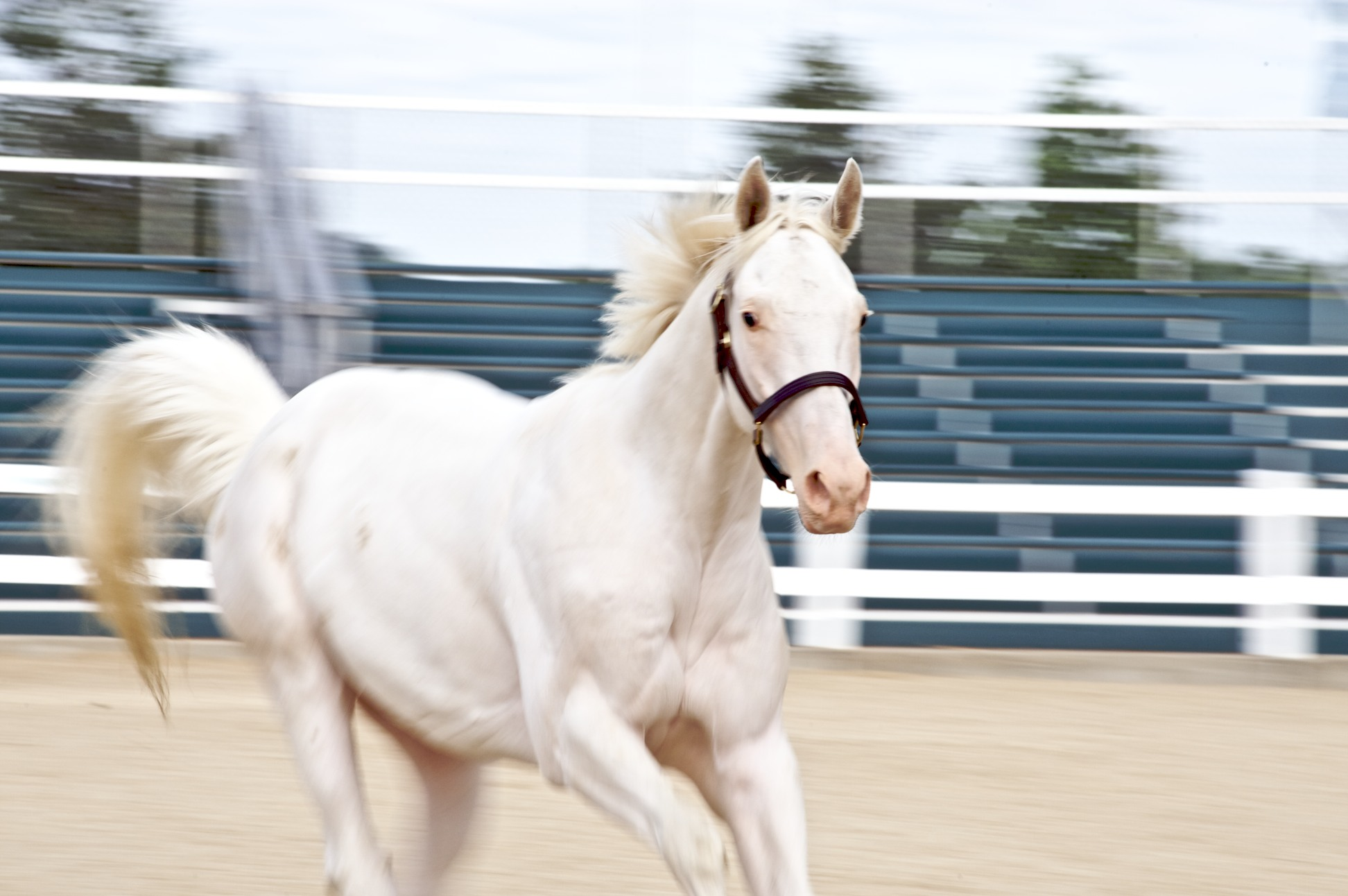
ホワイトプリンス（2008年産）。ホワイトビューティーを4代母に持つ

ケンタッキーカーネルの子孫のうち、W2を保有している可能性のあるウマの系図を6代まで以下に示す。
- Ky. Colonel （牡 栗毛 1946年）W2の祖
  - War Colors （牡 粕毛 1963年 母Why Wander）
  - White Beauty （牝 白毛 1963年 母Filly o'Mine）
    - Busy Fellow （牡 粕毛 1970年 父Sir Ribot）
    - World O'Beauty （牝 粕毛 1972年 父Reverse）
      - Precious Beauty （牝 白毛 1981年 父Jatullah）
        - Patchen Beauty （牝 白毛 1995年 父Hatchet Man）
          - The White Fox （牡 白毛 2002年 父Pioneering）
            - Blanca Bianca （牝 白毛 2009年 母Sassy Suzie Q）
            - Foxes and Royalty （牡 白毛 2009年 母Royal Attack）
            - Banachek （牡 白毛 2009年 母Barbara's Song）[※ 1]
            - White Artic Lily （牝 白毛 2009年 母Artic Sonnet）
            - Packed Powder （牡 白毛 2010年 母Ms Icingonthecake）
            - White Mercedes （牡 白毛 2010年 母Misty Isle）[※ 1]
            - Chief White Fox （牡 白毛 2010年 母Diamonds and Lace）

          - Spot of Beauty （牝 白毛 2004年 父Skip Away） 
            - Precious Beauty （牝 白毛 2009年 父Whywhywhy）
            - Takemetohollywood （牡 白毛 2011年 父Devil His Due）
            - Beautiful Devil	（牝 白毛 2012年 父Devil His Due）
            - Painted Patchen （牡 白毛 2013年 父Thunder Gulch）
            - ホワイトドラゴン （牡 白毛 2014年 父Cowboy Cal）
            - サトノジャスミン （牝 白毛 2016年 父Wilburn）
              - ゴージャス （牝 白毛 2022年 父ゴールドシップ）

          - Patchen Prince （牡 白毛 2005年 父Pioneering）
          - White Prince （牡 白毛 2008年 父Devil His Due）
          - Patchen Princess （牝 白毛 2009年 父Pioneering）

      - Late 'n White （牝 白毛 1985年 父Triomphe）

    - Beauty 'n Motion （牝 白毛 1975年 父Spotted Line）
      - War Painting （牡 粕毛 1981年 父Whitesburg）

1. 1 2  アメリカン・ウォームブラッド（英語版）と重複登録

## 血統表
| White Beautyの血統        | White Beautyの血統                                                                                         | White Beautyの血統                                                                                         | （血統表の出典）                                                                                           | （血統表の出典） |
| 父系                      | ヒムヤー系                                                                                                 | ヒムヤー系                                                                                                 | ヒムヤー系                                                                                                 | [ § 2 ]          |
| 父 Ky. Colonel 栗毛 1946  | 父の父Balladier 青毛 1932                                                                                  | Black Toney                                                                                                | Peter Pan                                                                                                  | Peter Pan        |
| 父 Ky. Colonel 栗毛 1946  | 父の父Balladier 青毛 1932                                                                                  | Black Toney                                                                                                | Belgravia                                                                                                  |                  |
| 父 Ky. Colonel 栗毛 1946  | 父の父Balladier 青毛 1932                                                                                  | Blue Warbler                                                                                               | North Star                                                                                                 | North Star       |
| 父 Ky. Colonel 栗毛 1946  | 父の父Balladier 青毛 1932                                                                                  | Blue Warbler                                                                                               | May Bird                                                                                                   |                  |
| 父 Ky. Colonel 栗毛 1946  | 父の母Minstrelette 栗毛 1933                                                                               | Royal Minstrel                                                                                             | Tetratema                                                                                                  | Tetratema        |
| 父 Ky. Colonel 栗毛 1946  | 父の母Minstrelette 栗毛 1933                                                                               | Royal Minstrel                                                                                             | Harpsichord                                                                                                |                  |
| 父 Ky. Colonel 栗毛 1946  | 父の母Minstrelette 栗毛 1933                                                                               | Bannerette                                                                                                 | Pennant | Pennant          |
| 父 Ky. Colonel 栗毛 1946  | 父の母Minstrelette 栗毛 1933                                                                               | Bannerette                                                                                                 | Meetme |                  |
| 母 Filly o'Mine 鹿毛 1952 | 母の父Holdall 黒鹿毛 1941                                                                                  | Bull Dog                                                                                                   | Teddy | Teddy            |
| 母 Filly o'Mine 鹿毛 1952 | 母の父Holdall 黒鹿毛 1941                                                                                  | Bull Dog                                                                                                   | Plucky Liege                                                                                               |                  |
| 母 Filly o'Mine 鹿毛 1952 | 母の父Holdall 黒鹿毛 1941                                                                                  | Miss Brief                                                                                                 | Sickle | Sickle           |
| 母 Filly o'Mine 鹿毛 1952 | 母の父Holdall 黒鹿毛 1941                                                                                  | Miss Brief                                                                                                 | Ormonda |                  |
| 母 Filly o'Mine 鹿毛 1952 | 母の母Transour 栗毛 1939                                                                                   | Transmute                                                                                                  | Broomstick                                                                                                 | Broomstick       |
| 母 Filly o'Mine 鹿毛 1952 | 母の母Transour 栗毛 1939                                                                                   | Transmute                                                                                                  | Traverse                                                                                                   |                  |
| 母 Filly o'Mine 鹿毛 1952 | 母の母Transour 栗毛 1939                                                                                   | Sourdine                                                                                                   | Royal Minstrel                                                                                             | Royal Minstrel   |
| 母 Filly o'Mine 鹿毛 1952 | 母の母Transour 栗毛 1939                                                                                   | Sourdine                                                                                                   | Prudish |                  |
| 母系(F-No.)               | 21号族(FN:21-a)                                                                                            | 21号族(FN:21-a)                                                                                            | 21号族(FN:21-a)                                                                                            | [ § 3 ]          |
| 5代内の近親交配           | Royal Minstrel S3×M4 = 18.75%, Peter Pan S4×S5×M5 = 12.50%, Ben Brush S5×M5 = 6.25%, Tracery S5×M5 = 6.25% | Royal Minstrel S3×M4 = 18.75%, Peter Pan S4×S5×M5 = 12.50%, Ben Brush S5×M5 = 6.25%, Tracery S5×M5 = 6.25% | Royal Minstrel S3×M4 = 18.75%, Peter Pan S4×S5×M5 = 12.50%, Ben Brush S5×M5 = 6.25%, Tracery S5×M5 = 6.25% | [ § 4 ]          |
| 出典                      | 1. 2. 3. 4.                                                                                                | 1. 2. 3. 4.                                                                                                | 1. 2. 3. 4.                                                                                                | 1. 2. 3. 4.      |

父親のケンタッキーカーネルは1948年のバシュフォードマナーステークスやジョリエットステークス (Joliet Stakes)、1949年のシェリダンハンディキャップ (Sheridan Handicap) の勝ち馬で、特にシェリダンハンディキャップでは7ハロンの世界記録を樹立した快速馬であった。母親の牝系を遡ると、ヘイスティングズやプローディトを産んだ名牝シンデレラ (Cinderella) にたどり着く。